# 1984年5月30日日食
1984年5月30日日食是一次日環食，發生於1984年5月30日。新月當天（即朔日），地球上觀測到月球和太阳的角距離極小，此時月球如果恰好在月球交點附近，穿過太阳和地球之間，與地球、太阳接近一直線，則會出現日食。月球穿過太阳和地球之間，但距地球較遠，本影未能接觸地表，而使偽本影覆蓋的區域內看到月球的角直徑小於太陽，就形成日環食，同時在偽本影兩側數千公里的半影範圍內形成日偏食。此次日環食經過了墨西哥、美国、葡萄牙亚速尔群岛、摩洛哥、阿尔及利亚，日偏食則覆蓋了北美洲大部分、欧洲大部分、非洲西部及周邊部分地區。

## 日食概況

### 出現區域
法屬玻里尼西亞哈圖圖島東北約1200公里處的太平洋洋面在日出時最先看到日環食，隨後月球偽本影向東北移動，在墨西哥哈利斯科州西南海岸登上北美洲，斜貫墨西哥後從塔毛利帕斯州東北部海岸進入墨西哥湾西北部，又從美国路易斯安那州再次登上北美洲，斜貫美国東南部，並在弗吉尼亚州國王與王后縣南部約克河沿岸達到最大食分後，在马里兰州位於德瑪瓦半島的東南端海岸離開北美洲。此後偽本影逐漸轉向東南移動，並經過了葡萄牙大陸地區西南方、地處非洲外海的自治區亚速尔群岛的部分島嶼，橫跨大西洋後在摩洛哥杜卡拉-阿卜達大區北部沿海登上非洲大陸，向東南穿過摩洛哥後進入阿尔及利亚，最終在日落時分結束於塔曼拉塞特省西北部。
偽本影經過的陸地依次包括：
- 墨西哥：自西南向東北斜貫哈利斯科州後經過該州與瓜納華托州、薩卡特卡斯州、聖路易斯波托西州交界處，又斜貫了聖路易斯波托西州和塔毛利帕斯州；
- 美国：自西南向東北斜貫路易斯安那州東南部、密西西比州南部、亚拉巴马州中部偏南、喬治亞州北部、南卡羅來納州西北部、北卡罗来纳州中部偏西、弗吉尼亚州東南部、马里兰州東南角，其中在弗吉尼亚州國王與王后縣南部約克河沿岸達到最大食分；
- ：科爾武島北半部、格拉西奧薩島、特塞拉島北部；
- 摩洛哥：登陸並自西北向東南斜貫杜卡拉-阿卜達大區中部偏北，此後經過沙維雅-瓦拉迪格大區西南部、馬拉喀什-坦西夫特-豪茲大區東北部，又斜貫塔德萊-艾濟拉勒大區，經過蘇斯-馬塞-德拉大區後斜貫梅克內斯-塔菲拉勒特大區中部偏南；
- 阿尔及利亚：入境後自西北向東南斜貫贝沙尔省中部、阿德拉爾省東北部，擦過盖尔达耶省西南角後進入塔曼拉塞特省西北部並離開地表。[3][4]

除了上述極狹窄的環食帶內能看到日環食之外，月球半影覆蓋範圍內都能看到日偏食，包括北美洲除美国阿拉斯加州大部、加拿大西北部、格陵兰北部以外的大部分，欧洲除斯瓦尔巴群島、挪威極東北端、苏联欧洲部分東北部及南部（今俄罗斯欧洲部分東北部及南部、乌克兰東部）、希腊東南部島嶼、土耳其欧洲部分東南角以外的大部分，以及東南夏威夷群島、厄瓜多尔本土西北半部和科隆群岛、哥伦比亚西北半部、土耳其亚洲部分西北部、西非除東部外的大部、北非中西部。

### 基本參數
本次日環食發生時，月球本影錐的末端較接近地表，使偽本影覆蓋範圍極窄，環食持續時間極短，而食分非常接近於1，即看到太陽被遮掩後形成的「環」非常細。國王與王后縣南部約克河沿岸的最大食分達0.9980，偽本影只有7.2公里寬，環食持續時間僅11.4秒，是本次偽本影最窄、環食持續時間最短處。而即使是在偽本影最寬、環食持續時間最長處，即最初進入偽本影的太平洋東部洋面，偽本影也只有72公里寬，環食持續時間僅1分4.6秒。
- 類型：日環食
- 食甚中心處（位於美国弗吉尼亚州國王與王后縣南部約克河沿岸）資料：
  - 時間：1984年5月30日16:44:47.5
  - 地點：37°29.7′N 76°44.9′W / 37.4950°N 76.7483°W
  - 食分：0.9980（環食帶內最大）
  - 日環食持續時間：11.4秒

## 觀測
此次日環食地表十分接近月球本影錐末端，日環食的食分非常大，從地球上看到的月面與日面邊緣貼得非常近，在月球邊緣凹凸的山峰影響下，能拍攝到一般只有日全食時才會出現的色球層和倍里珠。美国佛羅里達大學的觀測隊前往南卡羅來納州格林維爾觀測日環食，拍攝到了色球和光球各佔一半的圖片。傑·珀薩喬夫教授率領的威廉姆斯学院觀測隊則去了密西西比州皮卡尤恩。

## 相關的日食

### 1982-1985年的日食
月球交替位於相對的月球交點時，以半個交點年（食年），即約177天又4小時間隔出現下列日食。
註：1982年1月25日和1982年7月20日的日偏食屬於上一組交點年系列。
| 升交點   | 升交點                   |                            | 降交點                    | 降交點 |
| 沙羅週期 | 地圖                     | 沙羅週期                   | 地圖                      |        |
| 117      | 1982年6月21日 偏食（南） | 122                        | 1982年12月15日 偏食（北） |        |
| 127      | 1983年6月11日 全食       | 132                        | 1983年12月4日 環食        |        |
| 137      | 1984年5月30日 環食       | 142 新西兰吉斯伯恩的日偏食 | 1984年11月22日 全食       |        |
| 147      | 1985年5月19日 偏食（北） | 152                        | 1985年11月12日 全食       |        |

### 沙羅周期
沙羅周期長度為18年11天。本次日食屬於沙羅週期137，共包含70次日食，依次為1389年5月25日至1515年8月9日的8次日偏食、1533年8月20日至1695年12月6日的10次日全食、1713年12月17日至1804年12月11日的6次全環食（亦稱混合食）、1822年12月21日至1876年3月25日的4次日環食、1894年4月6日至1930年4月28日的3次全環食、1948年5月9日至2507年4月23日的32次日環食、2525年4月23日至2633年6月28日的7次日偏食，總共歷時1244.08年。其中最長的全食發生於1569年9月10日，共持續了2分55秒。
下表列舉了1901年至2100年間發生的屬於該周期的11次日食，是第30至40次：
| 30            | 31            | 32            |
| ------------- | ------------- | ------------- |
| 1912年4月17日 | 1930年4月28日 | 1948年5月9日  |
| 33            | 34            | 35            |
| 1966年5月20日 | 1984年5月30日 | 2002年6月10日 |
| 36            | 37            | 38            |
| 2020年6月21日 | 2038年7月2日  | 2056年7月12日 |
| 39            | 40            |               |
| 2074年7月24日 | 2092年8月3日  |               |

## 資料來源
1. ↑  樊忠玉. . 中国天文科普网.   [2016-03-01]. （原始内容存档于2014-09-17）.
2. 1 2  Fred Espenak. . NASA Eclipse Web Site.   [2016-03-01]. （原始内容存档于2020-10-21）.（英文）
3. ↑  Fred Espenak. . NASA Eclipse Web Site.   [2016-03-01]. （原始内容存档于2020-10-28）.（英文）
4. ↑  Xavier M. Jubier. .   [2016-03-01]. （原始内容存档于2019-08-30）.（法文）（英文）
5. ↑  Fred Espenak. . NASA Eclipse Web Site.   [2016-03-01]. （原始内容存档于2008-08-29）.（英文）
6. ↑  Fred Espenak. . NASA Eclipse Web Site.   [2016-03-02]. （原始内容存档于2020-10-21）.（英文）
7. ↑  Glenn Schneider. .   [2016-03-02]. （原始内容存档于2020-02-21）.（英文）
8. ↑  . AstroChina 天文中国.   [2016-03-02]. （原始内容存档于2016-03-07）.
9. ↑  Jay Pasachoff. . Williams College.   [2016-03-02]. （原始内容存档于2019-08-29）.（英文）
10. ↑  Fred Espenak. . NASA Eclipse Web Site.（英文）

## 外部連結
- NASA日食專頁（页面存档备份，存于）（英文）
- 可見區域圖和時間統計：由弗雷德·埃斯佩纳克做出的日食預報，NASA/GSFC
  - Google互動地圖呈現的日食範圍
  - 貝塞爾元素
- Google地圖顯示的日環食和日偏食範圍（页面存档备份，存于）（法文）（英文）
- 日珥圖片（页面存档备份，存于），拍攝於亚拉巴马州亚历山大城（英文）

| \| \| 日食 \|                             |                              |                                            |
| 上一次日食： 1983年12月4日日食 （日環食） | 1984年5月30日日食 （日環食） | 下一次日食： 1984年11月22日日食 （日全食） |
| 上一次日環食： 1983年12月4日日食          | 1984年5月30日日食 （日環食） | 下一次日環食： 1987年9月23日日食           |
|                                           | 日食                         |                                            |